# Horsfall & Bickham

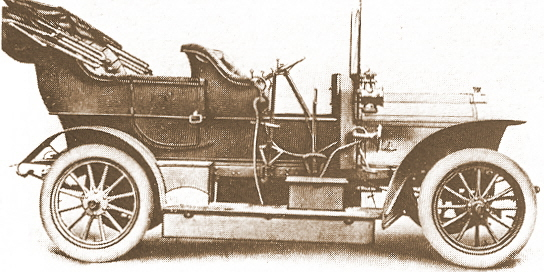
Horbick (1907)

Die Horsfall & Bickham Ltd. war ein britischer Automobilhersteller, der 1902–1909 in Pendleton bei Manchester ansässig war.
Gebaut wurden Personenwagen unter der Bezeichnung Horbick, die mit seitengesteuerten Reihenmotoren mit zwei, drei, vier oder sechs Zylindern ausgestattet waren.
Die Fahrzeuge waren ganz erfolgreich auf dem Markt, aber Horsfall & Bickham konzentrierte sich ab 1910 auf andere Bereiche des Maschinenbaus und gab den Automobilbau daher auf.

## Modelle
| Modell   | Bauzeitraum | Zylinder | Hubraum  | Radstand     |
| -------- | ----------- | -------- | -------- | ------------ |
| 12 hp    | 1902–1903   | 2 Reihe  |          |              |
| 12/16 hp | 1904–1909   | 4 Reihe  | 1810 cm³ | 2286–2438 mm |
| 10/12 hp | 1905–1907   | 3 Reihe  | 1358 cm³ | 1981 mm      |
| 15/20 hp | 1905–1906   | 4 Reihe  | 2672 cm³ | 2591 mm      |
| 20/24 hp | 1906–1909   | 4 Reihe  | 4179 cm³ | 2591 mm      |
| 18/24 hp | 1907–1909   | 6 Reihe  | 2715 cm³ | 2896 mm      |
| 30/40 hp | 1907–1909   | 4 Reihe  | 5881 cm³ | 3505 mm      |
| 45/60 hp | 1907–1909   | 6 Reihe  | 8101 cm³ | 3505 mm      |

## Quelle
- David Culshaw & Peter Horrobin: The Complete Catalogue of British Cars 1895–1975. Veloce Publishing plc. Dorchester (1999).  ISBN 1-874105-93-6